# Jon Ander Serantes
Jon Ander Serantes Simón (Baracaldo, 24 de octubre de 1989), conocido deportivamente como Serantes, es un futbolista español que juega como guardameta en el FC Gifu de la J3 League.

## Trayectoria

### Inicios
Serantes inició su carrera en el Santutxu FC (1998-99), donde coincidió con Ibai Gómez y Eder Vilarchao. Después pasó a formar parte de las categorías inferiores del Athletic Club (1999-2003) y, en 2003, se incorporó a la cantera del Barakaldo. En la temporada 2008-09, tras haber acabado su etapa juvenil, fue cedido a la S. D. Deusto.

### Barakaldo C. F. y Bilbao Athletic
Serantes volvió a Barakaldo CF en junio de 2009 para incorporarse al primer equipo. Sus buenas actuaciones le permitieron firmar por el filial del Athletic Club, el Bilbao Athletic, en 2011. En su primera campaña fue titular por delante de Aitor Fernández. Inició como titular su segunda temporada por delante de Magunazelaia, pero en enero de 2013 sufrió una grave lesión de rodilla que le tuvo de baja el resto de la campaña.
El 24 de julio de 2013 fue cedido al Barakaldo de cara a la temporada 2013-14, donde disputó los 38 partidos como titular.

### C. D. Leganés
El 9 de julio de 2014 Serantes firmó por el C. D. Lugo de Quique Setién, de Segunda División. El 1 de septiembre fue cedido al CD Leganés, recién ascendido a Segunda División para esa misma temporada. Como le ocurrió en el equipo gallego con Dani Mallo y José Juan, empezó como tercera opción tras Queco Piña y Dani Barrio, pero finalmente se convirtió en el portero titular. Debutó como profesional el 23 de noviembre, en la derrota frente al Mirandés por 1-0. Incluso llegó a ser elegido mejor guardameta de la categoría del mes de febrero.
Finalmente, el 3 de julio de 2015 se desvinculó del club lucense y fichó por el Leganés. En su segunda temporada consiguió el ascenso a Primera División. Disputó todas las jornadas y fue el segundo guardameta menos goleado, tras Isaac Becerra, con 34 goles en contra. Su mejor momento de la temporada fue, en la jornada 40, cuando detuvo el penalti a Néstor Susaeta, en Oviedo, que permitió no perder la plaza de ascenso directo.
Debutó en Primera División, el 22 de agosto de 2016, con victoria en Balaídos por 0-1. El 26 de noviembre de 2016, en el estadio de Cornellá, sufrió una lesión del ligamento cruzado anterior de la rodilla derecha al apoyar mal tras un salto, causando baja el resto de temporada. Hasta ese momento había dejado grandes actuaciones personales, en especial, la que realizó ante el Atlético de Madrid en el primer partido de Primera División disputado en Butarque. Además consiguió liderar el trofeo Zamora al no encajar gol en las dos primeras jornadas y fue elegido por LaLiga como mejor jugador del mes de agosto.
Al inicio de la temporada 2017-18 cedió su dorsal para hacer hueco a uno de los nuevos fichajes del club, Nordin Amrabat, debido a la lesión que padecía en su hombro izquierdo y que le tendría varios meses de baja. El club le devolvió el dorsal, tras su recuperación, en enero de 2018. El 19 de mayo de 2018 volvió a jugar un partido oficial tras 539 días sin hacerlo, en una victoria por 3-2 ante el Real Betis.
Comenzó la temporada 2018-19 en el Leganés, aunque como tercer portero por detrás de Cuéllar y Lunin.

### Avispa Fukuoka
El 30 de diciembre de 2018 decidió emprender una nueva etapa al fichar por el Avispa Fukuoka japonés, que se encontraba en la J2 League. El 24 de febrero debutó como titular en una derrota por 3 a 1 ante el Ryukyu. El 2 de marzo, en su primer partido como local en el Estadio Level-5, dejó la portería a cero en un empate ante el V-Varen Nagasaki. Tras ascender a la J1 League en diciembre de 2020, el club comunicó que no renovaría su contrato.

### Regreso a España
Tras su experiencia en Japón, el 1 de febrero de 2021, se comprometió con el C. D. Tenerife para lo que restaba de temporada. En agosto del mismo año, llegó a la U. D. Logroñés para jugar allí hasta junio de 2023. Sin embargo, el 30 de noviembre de 2022 rescindió su contrato con el cuadro riojano tras dos meses sin jugar por lesión.

### Vuelta a Japón
El 8 de diciembre de 2022 se incorporó al FC Imabari de la J3 League japonesa.

## Selección de Euskadi
El 10 de octubre de 2018 fue convocado por la Euskal Selekzioa para disputar un partido amistoso ante Venezuela, debutando dos días más tarde en sustitución de Asier Riesgo al descanso.

## Clubes
| Club                     | País   | Año       | PJ (GE) |
| ------------------------ | ------ | --------- | ------- |
| Barakaldo C. F.          | España | 2008-2011 | 27 (33) |
| S. D. Deusto (cesión)    | España | 2008-2009 | 31 (-)  |
| Bilbao Athletic          | España | 2011-2014 | 44 (37) |
| Barakaldo C. F. (cesión) | España | 2013-2014 | 38 (37) |
| C. D. Leganés (cesión)   | España | 2014-2015 | 25 (23) |
| C. D. Leganés            | España | 2015-2018 | 56 (59) |
| Avispa Fukuoka           | Japón  | 2019-2020 | 67 (81) |
| C. D. Tenerife           | España | 2021      | 3 (4)   |
| U. D. Logroñés           | España | 2021-2022 | 31 (25) |
| FC Imabari               | Japón  | 2023-2024 | 50 (48) |
| FC Gifu                  | Japón  | 2025-act. |         |

## Palmarés

### Distinciones individuales
| Distinción                            | Año  |
| ------------------------------------- | ---- |
| Jugador del mes de La Liga en agosto. | 2016 |